# Padre Max
Maximino Barbosa de Sousa, mais conhecido como Padre Max (Choupica, Ribeira de Pena, 1943 — Cumieira, 2 de Abril de 1976), foi um padre e candidato a deputado pela União Democrática Popular. Morreu em 2 de abril de 1976, vítima de um atentado à bomba no carro onde seguia juntamente com uma estudante. Ao longo dos anos a suspeita da autoria recaiu sobre membros do grupo de extrema-direita Movimento Democrático de Libertação de Portugal. No entanto, os autores nunca chegaram a ser identificados.

## Biografia

### Nascimento
Maximino Barbosa de Sousa nasceu na aldeia de Choupica, no concelho de Ribeira de Pena, em 1943.

### Carreira eclesiástica e política
Esteve algum tempo em França, onde absorveu os ideais da Revolução de Maio de 1968. Decidiu-se inicialmente por uma carreira eclesiástica como forma de ajudar as camadas mais desfavorecidas, tendo colaborado na Acção Católica Portuguesa em 1971. Atingiu a posição de sacerdote, sendo conhecido como Padre Max. Fixou-se em Vila Real, onde residiu na Travessa de D. Dinis. Exerceu igualmente como professor, em liceus de Lisboa e Setúbal, e para adultos na Casa da Cultura de Cumieira, a cerca de sete quilómetros de distância de Vila Real.
O seu activismo político iniciou-se no período anterior à Revolução de 25 de Abril de 1974, tendo contribuído para a consciencialização política de muitos indivíduos, especialmente após a revolução. Devido aos seus ideais, foi por diversas vezes detido pelo Estado Novo. Em 1976, tornou-se candidato da União Democrática Popular à Assembleia Constituinte pelo círculo de Vila Real, tendo já nessa altura abandonado a carreira religiosa.

### Assassinato
Em Abril de 1976, estava em Vila Real para divulgar um programa de apoio ao desenvolvimento das povoações locais, quando foi morto num ataque bombista ao seu automóvel, no dia 2 desse mês, a alguns quilómetros de distância de Santa Marta de Penaguião. Este atentado provocou igualmente a morte da estudante Maria de Lurdes Ribeiro Correia, aluna do padre e simpatizante da União Democrática Popular, a quem Maximino de Sousa tinha dado boleia. Maximino de Sousa tinha 33 anos, enquanto que Maria de Lurdes tinha 19 anos. O explosivo utilizado foi uma carga de trotil, accionado por sistema de relógio. Este atentado fez parte de uma onda de violência motivada pelas eleições, cujas campanhas tiveram início em 4 de Abril. Até à data tinham sido contabilizados cerca de 300 incidentes contra edifícios e veículos dos partidos de esquerda, tendo sido o primeiro a resultar em vítimas mortais, e o primeiro assassinato político após a Revolução de 25 de Abril de 1974.

### Reacções ao atentado
O ataque foi denunciado por várias associações, incluindo pelos estudantes de Vila Real, que no dia 3 de Abril fizeram um cortejo silencioso pelas ruas da cidade. A Associação dos Ex-Presos Políticos Anti-Fascistas também criticou o atentado, apresentando-o como um exemplo da total liberdade em que operavam naquela região os apoiantes do fascismo e os antigos agentes da Polícia Internacional e de Defesa do Estado. O funeral de ambas as vítimas teve lugar na tarde de 5 de Abril, em Vila Real, tendo contado com a presença de vários milhares de pessoas, incluindo militantes da União Democrática Popular e representantes de Lamego, de Lisboa, do Porto e das regiões do Minho e de Trás-os-Montes, tendo sido encerrado o comércio e os serviços públicos na cidade. Ao funeral seguiu-se uma manifestação em frente ao Palácio do Governo Civil, onde o Governador Civil, Montalvão Machado, recebeu uma comissão de estudantes, que pediram uma investigação ao atentado, e que os nomes das vítimas fossem colocados numa rua de Vila Real.
Também em 5 de Abril a U.D.P. realizou uma conferência de imprensa no Porto, sobre a onda de violência contra os partidos de esquerda, principalmente a morte do Maximino de Sousa e de Lurdes Correia. Nessa altura, Mário Brochado Coelho afirmou que dias antes do atentado tinha-se suspeitado que os ocupantes de um automóvel estavam a investigar os movimentos do padre, e desmentiu algumas das acusações que tinham sido feitas contra o antigo sacerdote na imprensa. Também nesse dia, a U.D.P., o Movimento de Esquerda Socialista e a associação Cristãos pelo Socialismo reuniram-se na zona de Belém, em Lisboa, para protestar contra o ataque terrorista, onde foi lida uma moção que seria depois entregue ao general Costa Gomes. Esta moção, que foi assinada por diversos partidos políticos de esquerda e várias associações culturais e de trabalhadores, exigia uma maior acção por parte do governo contra os antigos agentes da Polícia Internacional e de Defesa do Estado, tendo muitos deles integrado as organizações terroristas Exército de Libertação de Portugal e Movimento Democrático de Libertação de Portugal. Também se ouviu parte de uma comunicação que Maximino de Sousa tinha feito há poucos dias no Coliseu e que tinha ficado gravada, onde este criticou o controlo da igreja por parte dos partidos da Democracia Cristã, Centro Democrático Social e Popular Democrático, e respondeu às acusações que lhe tinham sido feitas por ser um padre de esquerda, afirmando que o sacerdócio é para servir o povo e não para servir-se do povo. [...] Um padre de esquerda custa muito à burguesia. Eles temem isso e sabem porquê.. Em seguida discursou o padre Felicidade Alves, dos Cristãos pelo Socialismo, que falou sobre os padres revolucionários, citando exemplos como Camilo Torres, Martin Luther King e Hélder Câmara. O último discurso foi feito pelo antigo deputado Afonso Dias, que recordou uma frase que foi escrita numa parede de Vila Real, Os fascistas não mataram o padre Maximino, semearam-no, seguindo-se um minuto de silêncio e o canto do hino A Internacional. Após o final da manifestação, verificou-se um incidente quando um dos participantes tentou colar um autocolante num veículo estacionado, tendo sido preso e identificado pelo grupo de intervenção da polícia.

### Investigação
Os principais suspeitos por este atentado foram agentes do Movimento Democrático de Libertação de Portugal, um grupo terrorista de direita, que funcionou durante o período do Processo Revolucionário em Curso, após a Revolução de 25 de Abril de 1974. Foram feitas duas tentativas de julgamento, a primeira em 1997, onde foi atribuída a culpa por este incidente ao M.D.L.P., e depois em 1999. Durante o julgamento, foram apresentados cinco arguidos, mas não foram feitas quaisquer condenações, devido à falta de provas concretas. O advogado Mário Brochado Coelho, que há mais de duas décadas que tentava levar o caso a tribunal, concordou com a decisão, afirmando que os arguidos só poderiam ser julgados se existissem provas claras da sua culpabilidade. Afirmou igualmente que os autores fizeram o atentado mesmo sabendo que o padre Maximino não ia sozinho no automóvel, conduta que considerou típica da extrema-direita em Portugal. Em 1 de Abril de 2006, o dirigente do Bloco de Esquerda, Francisco Louçã, criticou os tribunais de silenciosos, negligentes e muitas vezes incompetentes durante o processo de julgamento pelo assassinato, acusando-os de não quererem investigar e levar o processo às últimas consequências. Estes comentários foram feitos durante uma conferência no Porto, no âmbito dos 30 anos do assassinato de Maximino de Sousa.

## Homenagens
Em 25 de Abril de 2014, foi colocado o nome de Padre Max numa rua de Vila Real. Em 3 de Abril de 2016, a União Democrática Popular assinalou os 40 anos do atentado com uma cerimónia em Vila Real, tendo discursado Mário Durval e Luís Fazenda, e sido colocadas flores nas campas e na Rua Padre Max.